# Volcker-Kommission (Irak)
Die zweite sogenannte Volcker-Kommission, offiziell „Independent Inquiry Committee into the United Nations Oil-for-Food Programme“ (dt.: Unabhängiger Untersuchungsausschuss zum Öl-für-Lebensmittel-Programm der UNO), war eine Untersuchungskommission der UNO, die die Untersuchung von Korruptionsvorwürfen im Zusammenhang mit dem Öl-für-Lebensmittel-Programm im Irak zum Thema hatte.
Das Komitee wurde von UN-Generalsekretär Kofi Annan im April 2004 eingerichtet. Benannt wurde die Kommission nach ihrem Vorsitzenden, dem früheren Vorsitzenden der US-amerikanischen  Federal Reserve Bank Paul Volcker. Andere Mitglieder waren der südafrikanische Richter Richard Goldstone und der Schweizer Strafrechtsprofessor Mark Pieth. Das Komitee hatte 60 Mitglieder und ein Budget von 30 Millionen Dollar, welches aus dem Öl-für-Nahrungsmittel-Programm entnommen wurde.
Die Kommission veröffentlichte ihren Zwischenbericht im Februar 2005 und den Abschlussbericht Ende Oktober 2005.